# つがる市立車力中学校
つがる市立車力中学校（つがるしりつ しゃりきちゅうがっこう）は、青森県つがる市車力町屏風山にある公立中学校。

## 概要
- 本校は、旧車力村中心部にあり、旧車力村域が学区となっている。
- 一級へき地学校に認定されている[2]。

## 沿革
- 1947年（昭和22年）
  - 4月1日 - 学校教育法（旧法）施行より、創立。当時は車力小学校校舎に併設（体操場を仕切り3教室に改造）。
  - 4月22日 - 開校式挙行。
- 1949年（昭和24年）4月1日 - 富萢分校が富萢小学校に併設する形で開校。当時は1学年と2学年の女子生徒のみ通学対象だった。
- 1950年（昭和25年）6月20日 - 校旗制定。
- 1951年（昭和26年）1月22日 - 牛潟分校が牛潟小学校に併設の形で開校。
- 1952年（昭和27年）6月20日 - 富萢分校が富萢中学校として、牛潟分校が牛潟中学校として、それぞれ独立。
- 1956年（昭和31年）4月22日 - 校歌制定。
- 1964年（昭和39年）
  - 4月1日 - （旧）車力・富萢・牛潟の各中学校が統合し、（現）車力中学校発足。ただし、校舎はこの時点では統合せず、車力中学校○○校舎として存続。
  - 8月12日 - 新校舎工事着手。
  - 11月19日 - 寄宿舎着工。
- 1965年（昭和40年）
  - 4月1日 - 第二期工事着工。
  - 6月30日 - 統合新校舎第一期工事完成。寄宿舎も完成。
  - 9月15日 - 車力校舎、新校舎に移転。
- 1966年（昭和41年）
  - 3月25日 - 牛潟校舎、新校舎に移転。
  - 3月31日 - 統合新校舎完成。
  - 4月1日 - 統合新校舎にて、入学式・始業式挙行。
- 1967年（昭和42年）
  - 4月7日 - 富萢分校が新校舎に移転。これをもって、完全統合。
  - 4月20日 - 新校舎工事が完全完了。
  - 5月26日 - 大字車力地区を除く地区から通う生徒のスクールバス通学開始。
  - 7月1日 - 寄宿舎の名称を「松風寮」と命名。
  - 7月4日 - 寄宿舎の生徒収容を開始。
- 1971年（昭和46年）
  - 4月1日 - 特殊学級1学級開設。
  - 9月1日 - 完全給食開始。
- 1974年（昭和49年）10月30日 - 統合十周年記念式典挙行。
- 1979年（昭和54年）10月20日 - 創立二十周年記念式典挙行。
- 2005年（平成17年）2月11日 - 町村合併による、つがる市発足により、「つがる市立車力中学校」に改称。
- 2006年（平成18年）5月14日 - 同校敷地内で、改築工事安全祈願祭が行われる[3]。
- 2009年（平成21年） - 新校舎竣工[4]。
- 2011年（平成23年）1月 - 体育館完成[5]。

## 学区
- つがる市の旧車力村全域。

## 周辺
- つがる市立車力小学校 - 進学前小学校で、敷地が隣接。
- つがる市車力地区コミュニティーセンター
- このほか、旧車力村中心部も近い。

## アクセス
- 弘南バス市浦庁舎線「車力農協前」バス停下車後、徒歩約620m・徒歩約10分。
- つがる市役所車力支所から、約850m・徒歩約9分、車で約2分。

## 参考資料
- 『青森県教育史 別巻』（青森県教育委員会・1973年12月20日発行）「学校沿革 中学校」905頁「車力中学校」
- 『車力村史年表』（車力村・1998年11月1日発行）168頁～273頁
- 『車力村史』（車力村・1973年12月発行）372頁～374頁